# Slums Attack
Slums Attack, skrótowo SLU – polski zespół hip-hopowy powstały w 1993 roku w Poznaniu jako duet raperów Ryszarda „Pei” Andrzejewskiego i Marcina „Icemana” Maćkowiaka, którego w 1998 roku zastąpił DJ Dariusz „DJ Decks” Działek. W 2015 DJ Decks odszedł z grupy przekształconej w projekt solowy Pei, lecz wrócił w roku 2024. Obaj członkowie działają również jako producenci. Skład koncertowy działający pod szyldem SLU GANG uzupełnia hypeman Piotr „Gandzior” Miężał. Część materiału SLU wydano ze względów marketingowych pod szyldem Peja/Slums Attack.

## Historia
Pierwsze nagrania formacji ukazały się jeszcze w 1993 roku na kasecie zatytułowanej Demo Staszica. Dwa lata później ukazała się kolejna kaseta SLU pt. Demo Studio Czad. Pierwszy oficjalny album grupy zatytułowany Slums Attack ukazał się w 1996 roku z piosenkami takimi jak:997,Śmierć,Bronx i Przemoc. Wydawnictwo zostało wydane przez firmę PH Kopalnia. W czerwcu 1997 roku ukazał się drugi album pt. Zwykła codzienność. Nagrania były promowane pierwszym w historii SLU teledyskiem do utworu „Czas przemija”. Było to także ostatnie wydawnictwo nagrane z udziałem Maćkowiaka.
W 1998 roku skład uzupełnił Dariusz Działek znany jako DJ Decks. 7 marca 1999 roku nakładem Camey Studio ukazała się zarejestrowany w nowym składzie album pt. Całkiem nowe oblicze. Gościnnie w nagraniach wzięli udział m.in. Madman, Senne Oko oraz Da Blaze. W październiku 1999 roku firma Camey Studio wydała kasetę Otrzuty (Remixy) ’99 zawierającą remiksy utworów z albumu Całkiem nowe oblicze. 20 maja 2000 roku ukazał się album zatytułowany I nie zmienia się nic. Na płycie zostały wykorzystane sample pochodzące m.in. z utworów „Telegraph Road” – Dire Straits, „Beautiful Boys” – Yoko Ono oraz „Loneliness” zespołu SBB. We wrześniu tego samego roku ukazała się kompilacja Instrumentale. Wydane na 7" płycie winylowej nagrania stanowiły głównie remiksy z albumów Całkiem nowe oblicze oraz Otrzuty (Remixy) ’99.
28 listopada 2001 roku nakładem T1-Teraz ukazał się album Na legalu?. Wydawnictwo promowane m.in. teledyskiem do utworu „Głucha noc” oraz film dokumentalny Blokersi z udziałem Andrzejewskiego przyczyniły się do wyjścia SLU z podziemia artystycznego. Płyta Na legalu? w krótkim czasie uzyskała status platynowej sprzedając się w nakładzie 100 tys. egzemplarzy. Z kolei w 2002 roku została wyróżniona nagrodą polskiego przemysłu fonograficznego Fryderykiem w kategorii Album roku – hip-hop. W październiku 2002 roku firma Camey Studio w kooperacji z R.R.X. wydała kompilację Uliczne historie. Grupa Slums Attack nie uznała płyty za oficjalne wydawnictwo. Sam Peja natomiast zarzucił wydawnictwu słaby mastering i chybiony, przypadkowy dobór utworów. Uzyskany dochód ze sprzedaży członkowie Slums Attack przekazali na cele charytatywne.
7 lutego 2005 roku na mocy kontraktu z wytwórnią Fonografika ukazał się dwupłytowy album pt. Najlepszą obroną jest atak. Ciesząca się popularnością płyta była promowana teledyskami do utworów „Co cię boli?!”, „Kurewskie życie”, „Reprezentuje biedę” oraz „Brudne myśli”. 2 maja 2006 roku ukazała się kompilacja Fturując zawierająca duety Pei z innymi artystami. 20 października tego samego roku ukazał się album pt. Szacunek ludzi ulicy. Płyta uzyskała status złotej sprzedając się w nakładzie 15 000 egzemplarzy. 17 maja 2008 roku w Poznańskiej Arenie odbył się koncert z okazji 15-lecia Slums Attack. Zarejestrowany występ ukazał się 20 października tego samego roku na płycie CD i DVD zatytułowanej Piętnastak Live.
5 marca 2011 roku ukazał się ósmy album studyjny formacji pt. Reedukacja. Pierwotnie miał ukazać się 17 grudnia 2010 roku. Według informacji opublikowanych na oficjalnej stronie internetowej Slums Attack album uzyskał status platynowej płyty w pięć dni od jej premiery sprzedając się w nakładzie 30 000 egzemplarzy. Płyta była promowana trzema teledyskami powstałymi do utworów „Oddałbym” z gościnnym udziałem Jeru the Damaja i Ostrego, „Kto ma renomę” oraz „HSMTO”. Pod koniec 2011 roku ukazała się rozszerzona wersja albumu o drugi nośnik, na którym znalazły się podkłady muzyczne wszystkich utworów znajdujących się na pierwszej płycie.
15 września 2012 roku odbyła się premiera nowej płyty pt. CNO2. Na albumie znalazło się 19 premierowych utworów. Na płycie wśród gości znaleźli się m.in. Glaca, Pezet, Trzeci Wymiar, Onyx, Masta Ace oraz Tewu. Materiał został w całości wyprodukowany przez DJ-a Decksa. Natomiast miksowania podjął się duet White House. Wersja limitowana projektu zawiera dwa nośniki. Płyta była kontynuacją tytułu z 1999 roku – Całkiem nowe oblicze.
Z końcem 2015 roku DJ Decks opuścił zespół. Peja zapowiedział ukończenie zaanonsowanego albumu studyjnego – Remisja samodzielnie.
7 kwietnia 2017 roku nakładem należącej do Andrzejewskiego oficyny RPS Enterteyment ukazał się zapowiadany album Remisja wydany pod szyldem Peja/Slums Attack bez udziału DJ-a Decksa, którego zastąpił pochodzący z Gdańskiego Przymorza raper i producent muzyczny Bartłomiej „Brahu” Wawrzyniak. Nagrania dotarły do 1. miejsca zestawienia OLiS.
W 2023 Slums Attack obchodziło 30 lecie istnienia, z tej okazji Peja zagrał koncerty aby uczcić jubileusz. Obok rapera na scenie wystąpili: DJ Decks, Hemp Gru, Sokół, Liroy, Lukasyno, Iceman, Zbuku, Floral Bugs, Szymi Szyms, Kobra, Miły ATZ, Intruz, Gandi Ganda, Lord Willin, Graca, DVJ. Rink, Lasio Companija oraz DJ Danek.

## Terrorym
W 2011 roku Peja i DJ Decks założyli firmę odzieżową pod nazwą Terrorym (właściwie Terrorym R. Andrzejewski D. Działek Spółka Jawna). Siedziba manufaktury znajdowała się w Dąbrowie koło Poznania. W skład asortymentu marki Terrorym wchodziły koszulki, czapki, spodnie oraz kurtki. Z końcem 2015 roku firma została postawiona w stan likwidacji.

## Dyskografia
Dema
- Demo Staszica (1993)
- Demo Studio Czad (1995)

Albumy studyjne
- Slums Attack (1996)
- Zwykła codzienność (1997)
- Całkiem nowe oblicze (1999)
- I nie zmienia się nic (2000)
- Na legalu? (2001)
- Najlepszą obroną jest atak (2005)
- Szacunek ludzi ulicy (2006)
- Reedukacja (2011)
- CNO2 (2012)
- Remisja (2017)
- 25 godzin (2018)
- G.O.A.T. (2019)
- Black Album (2020)
- Ricardo (2021)
- ** ****** (2021)
- HIP_HOP_50 (2023)
- XXXL Trzecia Dekada (2023)
- depeche_mood (2024)

Minialbumy studyjne
- 2050 (2020)
- AR-15 (2020)

Albumy koncertowe
- Piętnastak Live (2008)

Kompilacje
- Otrzuty (Remixy) ’99 (1999)
- Instrumentale (2000)
- Uliczne historie (2002)
- Fturując (2006)
- 20/20 Evergreen (2013)
- B-Sides (2013)
- XXXL (2023)